# Säynäjäjärvi (sjö i Norra Österbotten, lat 66,02, long 29,45)
Säynäjäjärvi är en sjö i Finland. Den ligger i kommunen Kuusamo i landskapet Norra Österbotten, i den nordöstra delen av landet, 700 km norr om huvudstaden Helsingfors. Säynäjäjärvi ligger 289 meter över havet. Arean är 24,7 hektar och strandlinjen är 2,65 kilometer lång. Sjön  ingår i Kems huvudavrinningsområde. 